# Жемчужный воробьиный сыч
Жемчужный воробьиный сыч (лат. Glaucidium perlatum) — маленькая птичка из семейства совиных. Раньше этот вид считали подвидом воробьиного сыча (G. passerinum), но анализ ДНК выявил отличия, позволяющие отнести подвид к самостоятельному виду.

## Внешний вид
Размеры взрослой птицы 17—20 см, вес 68-147 г. Окраска верхней части насыщенного коричневого цвета с многочисленными «жемчужными» пятнами того же тона, но светлого оттенка. Окрас нижней части белый с коричневыми полосами. Голова бурая, а лицевой диск выделен белым. На затылке два чёрных в белом контуре пятна, напоминающие глаза, которые служат для отпугивания и обманывания противников. Радужка глаз жёлтая. Клюв жёлтый, длиной около 12 мм, когти чёрные. Внешних различий между представителями разных полов нет. Молодые особи имеют более бледную окраску и более короткий хвост.

## Образ жизни

### Охота и питание
Добыча жемчужного сыча — это разнообразные насекомые: сверчки, саранча, кузнечики, жуки, термиты, а также пауки, птицы, летучие мыши, мелкие грызуны, ящерицы, змеи, лягушки, улитки, падаль. Может похитить добычу другой птицы. Охотится он как днём, так и ночью. Он высматривает свою добычу, устроившись на ветке невысоко над землёй, а затем стремглав бросается на неё сверху. Когда сыч увлечён охотой, он виляет хвостом или качает головой вверх-вниз.

### Крик
Видовой крик жемчужного сыщика состоит из серии нот, похожих на свист, повышающихся к концу трели тоном и громкостью. Можно описать как свистящее ту-ту-ту-ту.

### Места обитания
Населяет открытые равнины, саванны, кустарниковые заросли и акациевый велд, не встречается в районах тропических лесов, саванн с высокой травой и пустынь. Сычи живут поодиночке, стай не создают.

### Размножение
Случный сезон с августа по ноябрь. Жемчужные сычи — моногамные птицы, и ищут нового партнёра, только если старый погибнет. Яйца откладываются в дупла деревьев, часто в старые гнёзда дятлов. Сычам нередко приходится соперничать с пчёлами, скворцами, турманами, удодами и птицами-носорогами за право поселится в дупле. В кладке 2-4 белых яйца. Насиживание продолжается 27-31 дня, насиживает самка, а самец лишь иногда её заменяет. Птенцы оперяются в возрасте 31 день, а в возрасте 27-32 дней покидают родительское гнездо, но остаются жить в где-то поблизости, и ещё в течение 2 недель их кормят родители.

## Географическое распространение
Обитает в Африке на территории от Сенегала, Гамбии и Южной Мавритании на восток через юг Мали, юг Нигера, юг Чада, центр и юг Судана до Эфиопии, Эритреи и юга Сомали, а также на юг до севера и востока Южной Африки. В лесах Западной и Центральной Африки отсутствует. Замечен в областях, прилегающих к Сахаре, за исключением Сьерра-Леоне, Джибути, экваториальной Гвинеи, Габона и Конго.

## Угроза существованию
Угрозы нет, в местах своего обитания птица встречается довольно часто.

## Подвиды
Международный союз орнитологов выделяет два подвида:
- Glaucidium perlatum perlatum — от Сенегала и Гамбии через Мали и Чад до Западного Судана
- Glaucidium perlatum licua — от Восточного Судана и Эфиопии на юг до севера Южной Африки и Намибии